# グリゴル・ムガロブリシュヴィリ
グリゴル・ムガロブリシュヴィリ（ムガロブリシビリ、グルジア語: გრიგოლ მგალობლიშვილი、Grigol Mgaloblishvili、1973年10月7日 - ）は、グルジアの政治家、外交官。駐在トルコ大使を経て、2008年11月1日から2009年2月6日まで第18代グルジア首相を務めた。

## 生い立ちと初期の経歴
1973年10月7日ソビエト連邦の一部だったグルジア共和国の首都トビリシにインテリゲンツィアの家庭に生まれる。トビリシ大学を卒業し、1995年には東洋研究で修士号を得る。また、1992年から1993年にかけて、トルコのイスタンブール大学に留学し、トルコ語を習得する。後に外交官となったムガロブリシュヴィリにとって、トルコとのつながりは大きな意味を持ち続け、1995年から2002年まで、通訳、駐在トルコ大使館員、第一書記官、公使を歴任する。2002年オックスフォード大学に留学した後、2003年グルジアに帰国しグルジア外務省本省のアメリカ・カナダ・ラテンアメリカ諸国局次長に任命される。2004年外務省欧州統合局長となり、2006年には外交官として特命全権大使級にランクされ、ミハイル・サーカシヴィリ大統領によって駐トルコ大使に任命された。外交官としては、英語、トルコ語、ロシア語、ドイツ語に堪能である。

## グルジア首相
2008年11月1日、首相に任命された。しかし、就任3ヵ月後の2009年1月30日、サーカシヴィリ大統領に対して、健康上の理由で辞表を提出した。サーカシヴィリ大統領は後継首相にニコロス・ギラウリ第一副首相兼蔵相を任命した。辞任については、表向き健康上の理由としているが、サーカシヴィリ大統領との対立が原因と観測された。